# Альбано-Верчеллезе
Альбано-Верчеллезе (італ. Albano Vercellese, п'єм. Alban) — муніципалітет в Італії, у регіоні П'ємонт, провінція Верчеллі.
Альбано-Верчеллезе розташоване на відстані близько 520 км на північний захід від Рима, 70 км на північний схід від Турина, 14 км на північ від Верчеллі.
Населення — 306 осіб (січень 2023).
Щорічний фестиваль відбувається 15 серпня. Покровителька — Богородиця Небовзята.

## Демографія
Населення за роками:

Станом на 1 січня 2023 року в муніципалітеті офіційно проживало 35 іноземців з 11 країн, серед них 5 громадян країн Євросоюзу.

## Сусідні муніципалітети
- Коллоб'яно
- Греджо
- Ольденіко
- Сан-Наццаро-Сезія
- Вілларбоїт